# Varga Csaba (hegymászó)
| Kattints az alábbi külső linkek egyikére! | Kattints az alábbi külső linkek egyikére! |
| ----------------------------------------- | ----------------------------------------- |
| Nem található szabad kép.(?)              |                                           |
| külső link · jogvédett                    | Képe a Székely Hírmondó weboldalán (2021) |

Varga Csaba (Belényes, 1982 –) nagyváradi építész, aki magyarként, a nagyváradi magyar kisebbség képviselőjeként kezdett el hegyeket mászni. Az első expedíciókba egyedül vágott bele, a mászásokat szinte kizárólag az építész szakmájából félretett pénzéből finanszírozta. Kisegítő oxigén és serpák segítsége nélkül mászik.

## Pályafutása
2009-ben mászta meg az „első komolyabb hegyet”, a Kirgizisztán, Kazahsztán és Kína határán fekvő Tien-san hegységben található 7010 méter magas Khán Tengrit. 2010-ben egy másik Kirgizisztánban található hegyet célzott meg, a 7439 méter magas Pobeda, vagy más néven Győzelem-csúcsra azonban nem sikerült feljutnia. 2012-ben újra a Pobeda meghódításával próbálkozott, de akkor sem járt sikerrel. 2013-ban sikeresen megmászta élete első 8 ezer méter feletti csúcsát, a Gasherbrum II-t (8035 méter), 2014-ben pedig Suhajda Szilárddal nekivágtak a 8051 méter magas Broad Peak meghódításának. A sikeres csúcsmászás után a következő évben a K2 tetejére szerettek volna mind a ketten feljutni, azonban az időjárás megakadályozta őket ebben a tervükben. Hazatérve a Hidden Peakről azt mondta: ezúttal is szenvedélyből és hazaszeretetből mászott.
Varga Csaba tagja volt (2019-2021) a Kalifa Alpin csapatnak, az a céljuk, hogy népszerűsítsék a magaslati hegymászást, méghozzá úgy, hogy közben a Himalája eddig meg nem hódított összes magaslatára feljutnak.

## Eredményei

### Sikeres mászások 8000 m fölött
- 2013 Gasherbrum II (8035 m)
- 2014 Broad Peak (8051 m)
- 2017 Manaszlu (8163 m)[4]
- 2019 Gasherbrum I (8068 m)[3]
- 2021 Dhaulagiri (8167 m)[5]
- 2023 Nanga Parbat (8126 m)[6]

2023-ig összesen hat, nyolcezer méternél magasabb hegycsúcs tetején állt - valamennyin kisegítő oxigén használata nélkül. Ezzel jelenleg ő a legtöbb nyolcezres csúccsal rendelkező, élő magyar hegymászó.

### Egyéb expedíciók
- 2022. április–május Kancsendzönga (8586 m), 8000 m-ről visszafordult.[7]
- 2022. szeptember–október Cso-Oju (8188 m), 6900 m-ig jutott.[8]
- 2025. március–április Annapurna (8091 m), nagy hó miatt meghiúsult, a 7000 m-en lévő 4-es táborig jutott.[9]
- 2025. június–július K2 (8611 m), kedvezőtlen időjárás miatt meghiúsult, a 6550 m-en lévő 2-es táborig (C2) jutott az első akklimatizációs kör során.[10][11]